# PolenmARkT
polenmARkT ist ein jährlich im November veranstaltetes Festival für polnische Kultur in Greifswald. Sein Name besteht aus dem Wort „Polenmarkt“, in dem das Wort „Art“ („Kunst“) in Binnenmajuskeln hervorgehoben ist.

## Zweck
Das Festival soll den kulturellen Austausch zwischen den benachbarten Ländern Deutschland und Polen fördern.
Der PolenmARkT ist seit dem erstmaligen Stattfinden im Jahr 1997 gewachsen und bietet jährlich ca. 10 Tage polnischen Künstlern eine Bühne. Neben Konzerten, Ausstellungen, Lesungen, Theatervorführungen und Filmvorführungen sind noch andere Kunstformen vertreten. Neben dem Nordischen Klang zählt er in der Hansestadt zu den kulturellen Ereignissen mit Bezug auf die Nachbarstaaten im Osten Deutschlands.
Federführend ist bei der Organisation der Veranstaltung der 1998 gegründete Verein polenmARkT e.V. Unterstützt wird dieser neben einem wechselnden Kreis von Organisatoren auch von der Hansestadt Greifswald, der Universität Greifswald und der Studierendenschaft derselben, von der Sparkasse Vorpommern, dem Alfried Krupp Wissenschaftskolleg, dem Koeppenhaus, dem Pommerschen Landesmuseum und  dem Falladahaus.

## Geschichte
Der erste polnische Kulturabend fand 1997  im Keller der Slawistik, der Tschaika, statt. Zu den Begründern zählten die Polonistik-Dozentin Karin Ritthaler-Praefcke, der Student Matthes Klemme und der Tutor Czarek Ponczek. 1998 folgte eine Ausweitung zur polnischen Kulturwoche. Erstmaliges Stattfinden des Festivals unter dem heutigen Namen PolenmARkT war 1999. Auch erhielt das Organisationsteam Unterstützung vom späteren Rektor der Universität Hans-Robert Metelmann.
2000–2005 wurde das Festival jährlich ausgetragen.
2006 nahmen unter anderem Andrzej Stasiuk, Fred Gebler, Michael Düring, Marcin Wołoszyn, Michał Majerski, Kamil Majchrzak, Andrzej Stach und Dietrich Schröder teil.
Der PolenmARkT feierte 2007 sein zehnjähriges Bestehen.
Es nahmen unter anderem Olga Tokarczuk, Zygmunt Januszewski, Tobias Weger, Michael Majerski, Bartosz Wielinski, Gerhard Gnauck und Jan M. Piskorski teil.
Das Festival fand 2008 das letzte Mal unter Leitung von Christian Lübke statt. Es nahmen unter anderem Stefan Chwin,  Michael Majerski, Jan M. Piskorski, Paul Meyer,  Krzysztof Zastawny, Aga Zaryan, Kinga und Karol Masternak teil.
2009 stand der polenmARkT unter dem Motto: „Polen und seine Nachbarn“. Hierdurch sollte sich das Festival in Richtung Ost- und Westeuropa öffnen und auch die Rolle Polens als ein Land mit bewegten Grenzen betont werden. Auch verlieh die Sparkasse Vorpommern den 10. Preis für Verdienste um die deutsch-polnische Zusammenarbeit.
Ebenso geehrt wurde Władysław Filipowiak mit dem Preis „Pomerania Nostra“, welcher im Zusammenhang mit dem Festival verliehen wurde. Es nahmen unter anderem Natalia Sniadanko, Piotr Lachmann,  Marcin und Bartłomiej Oleś, Hans Thill, Andrzej Kopacki, Matthias Kneip und Klaus Harer teil.
Zur Eröffnung des PolenmARkTes 2010 sprach der Botschafter Polens Marek Prawda. Auch fanden zum ersten Mal Veranstaltungen außerhalb Greifswalds, in Stralsund, statt. Dem Mediziner Tomasz Gredes wurde für Verdienste um die deutsch-polnische Zusammenarbeit der 11. Förderpreis der Sparkasse Vorpommern verliehen.
Im Jahr 2011 verlieh die Jury des "Pomerania Nostra"-Preises dem PolenARkT ihre Auszeichnung und würdigte damit das Engagement der ehrenamtlichen Vereinsmitglieder für die Vermittlung der polnischen Kultur.
2012 konnte das 15-jährige Jubiläum gefeiert werden.
Nachdem der ehemalige Vorsitzende, der Slawistikprofessor Alexander Wöll, Greifswald verließ, wählte die Vollversammlung des Vereins im Februar 2015 Bernhard Brehmer, ebenfalls Slawistikprofessor, zu seinem Nachfolger.
Im November 2017 erhielt das Festival PolenmARkT den Kulturförderpreis des Landes Mecklenburg-Vorpommern.

### Kooperationspartner
- Botschaft Polens
- Stiftung für deutsch-polnische Zusammenarbeit
- Sparkasse Vorpommern
- Ernst-Moritz-Arndt Universität Greifswald
- Ministerium für Bildung, Wissenschaft und Kultur Mecklenburg-Vorpommern
- Pommersches Landesmuseum
- Polnisches Institut Berlin
- Kulturamt der Hansestadt Greifswald
- Akademisches Auslandsamt der Ernst-Moritz-Arndt Universität Greifswald
- Studierendenparlament der Ernst-Moritz-Arndt Universität Greifswald
- Quartiersbüro Schönwalde II
- Caspar-David-Friedrich-Institut
- Deutsch-Polnisches Jugendwerk
- Literaturzentrum Vorpommern
- IKuWo
- Jugendzentrum „Klex“
- Polly Faber
- Filmclub Casablanca e.V.
- Studentenwerk Greifswald
- Alfried Krupp Wissenschaftskolleg